# Наньгуань
Наньгуа́нь (кит. упр. 南关, пиньинь Nánguān) — район городского подчинения города субпровинциального значения Чанчунь провинции Гирин (КНР).

## История
В 1800 году в этих местах был образован «Чанчуньский комиссариат» (长春厅). В 1825 году границы комиссариата были расширены. В местных хрониках сказано: «У местных торговцев лавки широкие (куань), поэтому вместо двух иероглифов Чанчунь часто пишут только один иероглиф — куань». В результате тогдашний Чанчунь был больше известен как Куаньчэнцзы (宽城子 — «Широкий город»). В 1889 году Чанчуньский комиссариат был повышен до статуса Чанчуньской управы (长春府). В мае 1898 года севернее Куаньчэнцзы была выстроена станция КВЖД, получившая такое же название. Постепенно район вокруг станции развился, и под названием «Куаньчэнцзы» стали понимать именно его, а так как старый город оказался к югу от него, то он и известен теперь как Наньгуань («Южная застава»).

## Административное деление
Район Наньгуань делится на 15 уличных комитетов, 3 посёлка и 1 волость.

## Население
Исторически в данном районе Чанчуня проживало большое количество маньчжуров.

## Соседние административные единицы
Район Наньгуань граничит со следующими административными единицами:
- Район Чаоян (на западе)
- Район Куаньчэн (на севере)
- Район Эрдао (на северо-востоке)
- Район Шуанъян (на юго-востоке)
- Городской округ Сыпин (на юге)